# Lothar Wolleh

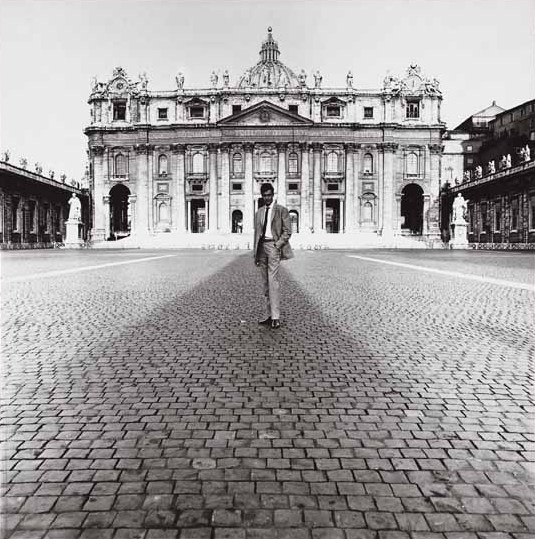
Selbstporträt vor dem Petersdom, 1964

Lothar Wolleh (* 20. Januar 1930 in Berlin; † 28. September 1979 in London) war ein deutscher Fotograf. Bis Ende der 1960er Jahre arbeitete er als Werbefotograf, dann begann er, international bekannte Maler, Bildhauer und Aktionskünstler zu porträtieren. Insgesamt wurden dabei 109 Künstler fotografiert, darunter bekannte Persönlichkeiten wie Georg Baselitz, Joseph Beuys, Lucio Fontana, Dieter Roth, Niki de Saint Phalle, Jean Tinguely, Man Ray, René Magritte, Günther Uecker, Gerhard Richter oder Christo.

## Leben
Lothar Wolleh wurde als erster von vier Söhnen der alleinstehenden Arbeiterin Else Martha Wolleh in Berlin-Wedding geboren. Die Kriegsjahre verbrachte er in Berlin. Die Bombenangriffe der Alliierten, insbesondere der Tod der Familie des Onkels als auch seine Beteiligung „im letzten Aufgebot“ im Endkampf um Berlin im April und Mai 1945 hinterließen in ihm tiefe psychische Spuren.
Wolleh studierte trotz großer finanzieller Schwierigkeiten von 1946 bis 1947 in der Klasse für Elementarlehre und gegenständliche Malerei bei Ernst Rudolf Vogenauer an der Hochschule für angewandte Kunst in Berlin-Weißensee. Von Dezember 1947 bis Oktober 1949 lebte er in „Boys Town“ in Bad Vilbel, einem von der US-Armee unterhaltenen Lager für entwurzelte junge Deutsche, welches auf dem Ansatz von Pater Edward Flanagan basierte.
Wenige Monate nach seiner Rückkehr nach Berlin wurde er im Juli 1950 durch die sowjetische Besatzungsmacht verhaftet und durch ein Sondergericht „OSO“ (Fernurteil aus Moskau) wegen angeblicher Spionage und Diversion nach Artikel 58.6 und 58.9 des StGB der RSFSR zu 15 Jahren Arbeitslager verurteilt. Bis 1956 war Wolleh im Arbeitslager Workuta in der UdSSR, wo er Zwangsarbeit in einem Kohleschacht leistete. 1956 konnte Wolleh, aufgrund Konrad Adenauers erfolgreichen Verhandlungen über die Heimkehr deutscher Kriegsgefangener, nach Berlin zurückkehren. Die Folter nach der Verhaftung sowie die harten Haft- und Arbeitsbedingungen im Kohleabbau hinterließen körperliche Schäden und posttraumatische Störungen. Gleichzeitig begründete Workuta seinen ersten Kontakt mit der Fotografie und eine mythische Verehrung des Lichtes.
Nach seiner Freilassung absolvierte er von 1956 bis 1957 eine Ausbildung im Lette-Verein, einer Berufsfachschule für Fotografie, Grafik und Mode in Berlin. Ein mehrmonatiges Erholungsprogramm des Weltkirchenrats für kriegsgeschädigte Jugendliche, das ihm im Jahr 1958 einen Aufenthalt auf der schwedischen Insel Gotland ermöglichte, begründete bei ihm eine lebenslange Zuneigung zu den Menschen und der Landschaft dieser Region. Von 1959 bis 1961 studierte Wolleh an der Folkwangschule für Gestaltung in Essen. Zu seinen Lehrern gehörte der Fotograf Otto Steinert.
Ab 1962 bis zu seinem Tode lebte und arbeitete er in Düsseldorf als freischaffender Fotograf. Zunächst war er vorwiegend in der Werbung tätig und wandte sich später seinem künstlerischen Werk zu. 1964 heiratete er seine Frau Karin. Sein Sohn Oliver kam 1965, seine Tochter Anouchka 1966 zur Welt. 1979 verstarb Lothar Wolleh nach einem Asthmaanfall in London, nachdem er Henry Moore porträtiert hatte. Sein Grab befindet sich auf Gotland.

## Werk
Als freier Mitarbeiter für die Werbeagentur TEAM, der auch Helmut Newton angehörte, avancierte Wolleh zu einem der bekanntesten und teuersten Mode-, Werbe- und Porträtfotografen der Bundesrepublik. Zu seinen Kunden gehörten bekannte Unternehmen wie die Deutsche Bundesbahn, Tchibo oder Volkswagen. 1965 porträtierte er Ludwig Erhard für die Kampagne zur Bundestagswahl.

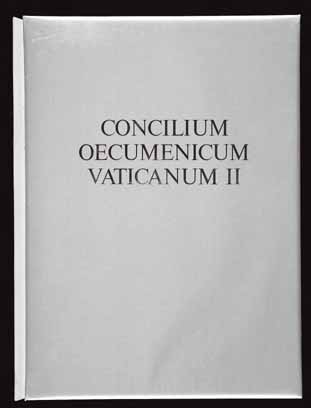
Cover von Das Konzil. II. Vatikanisches Konzil. Lothar Wolleh, Stuttgart 1965

In den Jahren 1962 bis 1965 fotografierte Wolleh in Rom das Zweite Vatikanische Konzil. Unter Mitwirkung von Pater Emil Schmitz SJ wurde Wollehs erstes Fotobuch Das Konzil. II. Vatikanisches Konzil 1965 im Belser-Verlag veröffentlicht. 1975 illustrierte er die Botschaft des Papstes Paul VI. anlässlich des Heiligen Jahres in der Farbfotofolianten mit dem Titel der päpstlichen Bulle Apostolorum Limina (Belser-Verlag). Dieses Werk, mit seinen Unschärfen und Verwischungen, stellt eine radikale Weiterentwicklung der Wollehschen Farbfotografie dar, wie sie sich bei dem ersten Farbband Konzil andeutete.
1969 reiste Wolleh für mehrere Monate durch die Sowjetunion. Die auf dieser Reise entstandenen Fotografien fanden Eingang in den 1970 erschienenen Bildband UdSSR – Der Sowjetstaat und seine Menschen, den er zusammen mit Heinrich Böll und Valentin Katajew im Belser Verlag veröffentlichte.

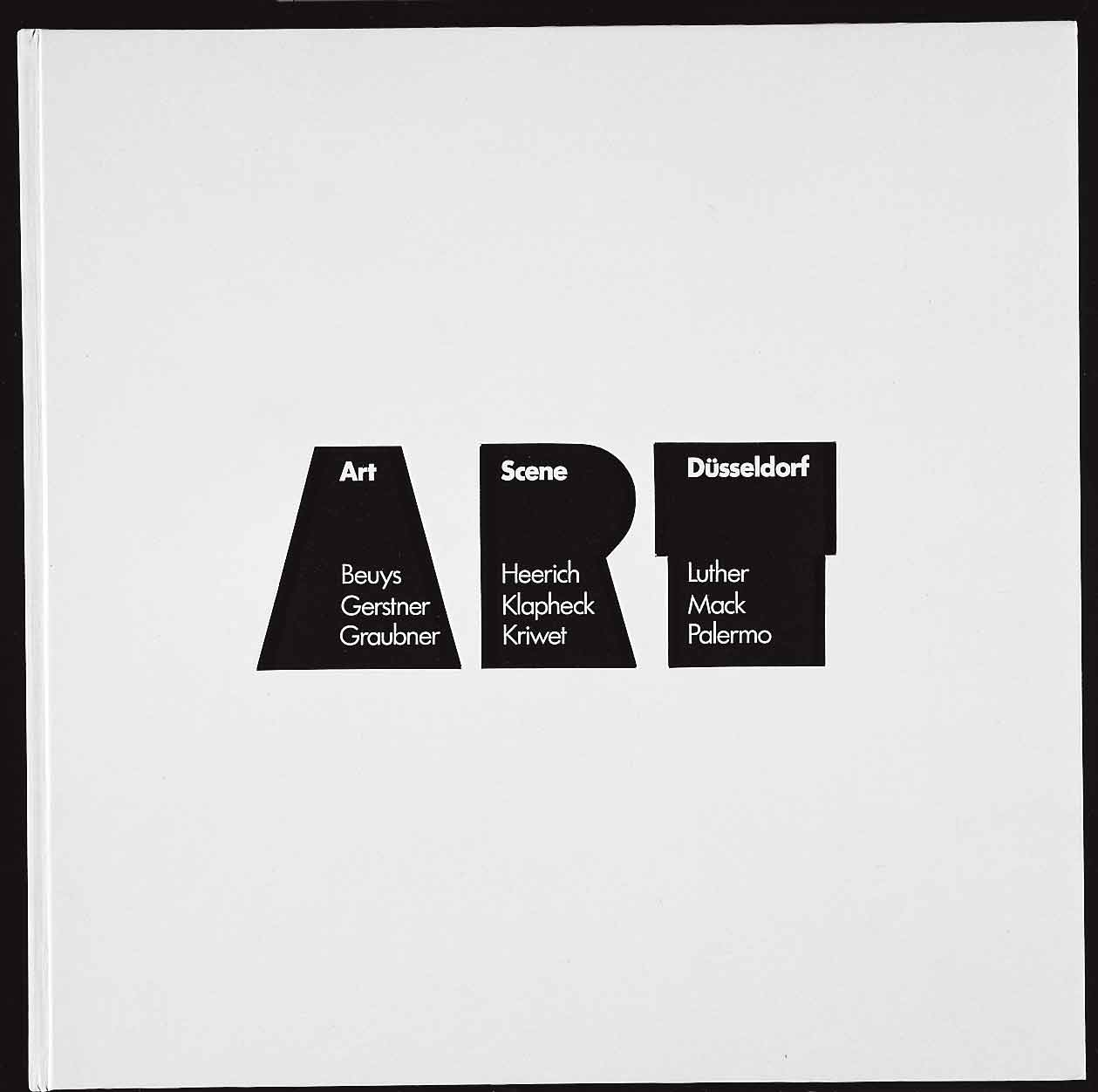
Cover von Art Scene Düsseldorf. Lothar Wolleh, Stuttgart 1972

Auf Anregung seines Freundes, des deutschen Malers und Objektkünstlers Günther Uecker, begann Wolleh ab 1967 systematisch insgesamt über einhundert international bekannte Maler, Bildhauer und Aktionskünstler zu porträtieren. Ab den 1970er Jahren arbeitete er kaum noch als Werbefotograf und widmete sich fast ausschließlich seiner Serie der Künstlerporträts, in der er zunächst die mit ihm bekannten Künstler der Düsseldorfer Szene fotografierte, darunter Heinz Mack, Otto Piene, Joseph Beuys und Gerhard Richter. Bald weitete sich sein Projekt aber über die Grenzen des Rheinlands auf ganz Europa aus, mit Schwerpunkten wiederum auf die ZERO Gruppe oder den Nouveau Réalisme.
Aus den daraus entstandenen Porträtserien entstanden mehrere umfangreiche Fotobuch-Projekte und Kooperationen mit Künstlern. 1970/71 entstand der Band Uecker in der Edition Artifex in einer Auflage von 530. 1972 erstellte Wolleh den Film Schwarzraum-Weißraum zu der gleichnamigen Aktion von Günther Uecker. 1978 entstand die Uecker Mappe Zum Zeichen der Schrift oder die Sprachlosigkeit mit Fotos von Lothar Wolleh, die von Uecker teilweise übermalt worden sind. Die bemalten Fotografien sind u. a. die Vorlagen für das 1979 nachfolgende Auflagenwerk gleichen Titels. 1970 fotografierte Wolleh die Aktion Filz-TV von Joseph Beuys, die von Gerry Schum auf Film beziehungsweise Video aufgenommen wurde. 1972 entstand der Foto-Band Art Scene Düsseldorf, welcher durch Multiples der Künstler begleitet war.
Mehrere Buch- und Kunstmappen Projekte blieben unvollendet, so ein Band zu Lucio Fontana, Jan Schoonhoven, „Art Scene Düsseldorf No. 2“ mit Arbeiten u. a. zu Dieter Roth, Stefan Wewerka, Klaus Rinke, sowie die Dokumentation über das „Trauerbankett“ der Gruppe Nouveau Réalisme anlässlich ihrer Auflösung in Mailand 1970. Der Bildband Männer der Wirtschaft, in dem Firmengründer und Manager der führenden bundesdeutschen Unternehmen porträtiert wurden, konnte wegen befürchteter Angriffe durch die Rote Armee Fraktion nicht veröffentlicht werden. Weitere Projekte waren das Unterwasserbuch, das Beuys und Wolleh gemeinsam geplant hatten und für das Wolleh die 51 formatfüllenden Bilder erstellte. Die Aufnahmen entstanden beim Aufbau der Beuys-Ausstellung im Moderna Museet in Stockholm 1971.
Zwischen 1977 und 1979 erfolgten mehrere Aufenthalte in Polen. in den Wolleh bis zu seinem Tod an den unvollendeten Foto-Bänden Die schwarze Madonna von Tschenstochau und Schloss Wawel arbeitete. In dieser Zeit entstanden auch zahlreiche Porträts der polnischen Avantgarde.
Lothar Wolleh verfolgte in seinem Werk eigenwillige gestalterische Prinzipien, die seinen Porträts eine unverwechselbare Handschrift verleihen. Seine Arbeiten sind durch einen klaren, oftmals streng symmetrischen Bildaufbau präzise konzipiert und inszeniert. Die porträtierten Personen sind meist als Ganzfigur auf der senkrechten Mittelachse in der oberen Bildhälfte platziert. Oft steht die Kamera direkt am oder nahe dem Boden, wodurch dieser fast die gesamte untere Bildhälfte einnimmt und eine Sockelfunktion erfüllt. Die Bildfläche wird dabei durch eine klare Horizontlinie in zwei Teile gegliedert. Als ein weiteres Charakteristikum gilt die Schwarz-Weiß-Fotografie, im Rahmen eines grundsätzlich quadratischen Formats. Insgesamt porträtierte Lothar Wolleh 109 Künstler.
Nach seinem frühen Tod gerieten das Werk und das Wirken Lothar Wollehs zunächst in Vergessenheit. Sein Sohn Oliver Wolleh übernahm die Erschließung und Verwaltung des fotografischen Nachlasses und initiierte zahlreiche Ausstellungen und Publikationen. 2005 fand in der Kunsthalle Bremen die erste große Einzelausstellung statt – der erste Schritt der bis heute andauernden Wiederentdeckung seines Werkes.

## Porträtierte Künstler (Auswahl)

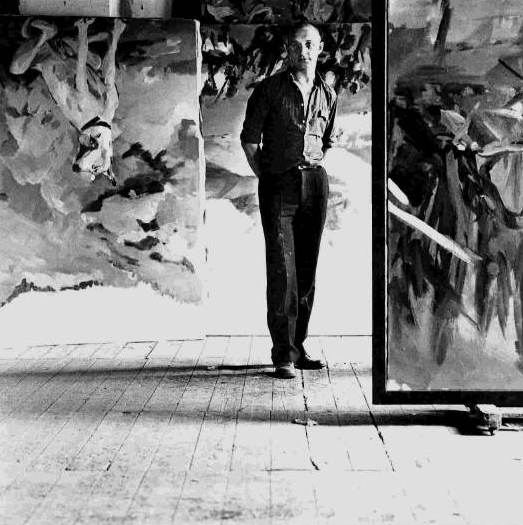
Georg Baselitz
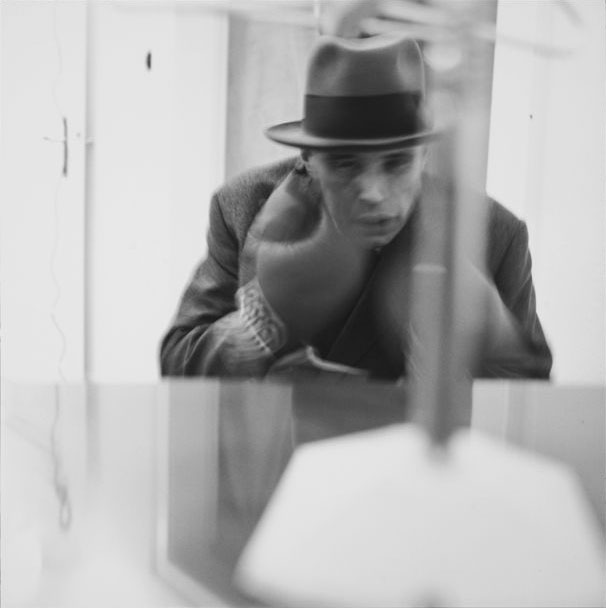
Joseph Beuys
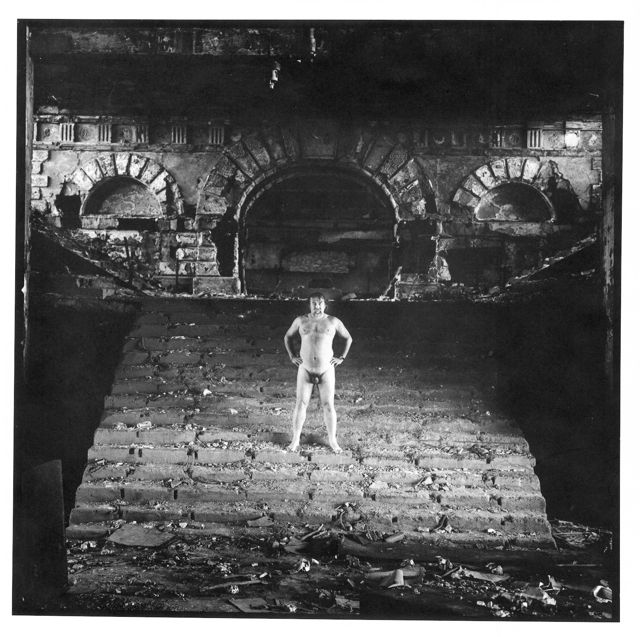
Edward Kienholz
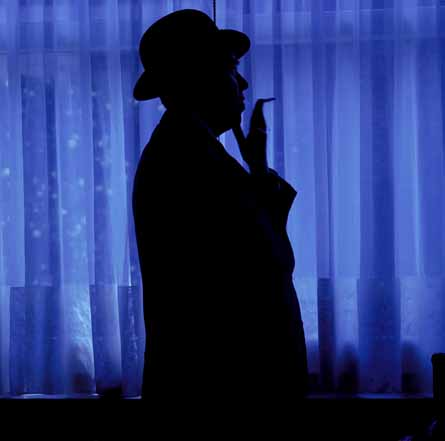
René Magritte
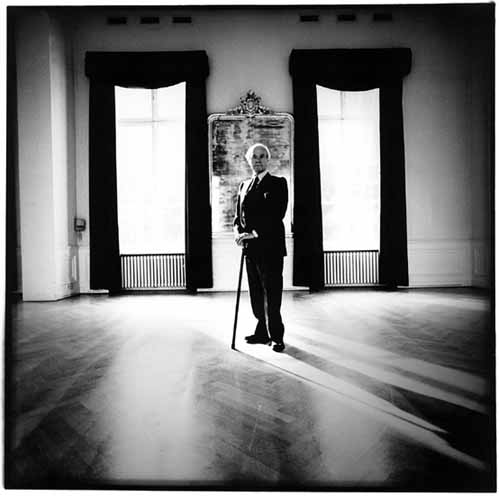
Henry Moore
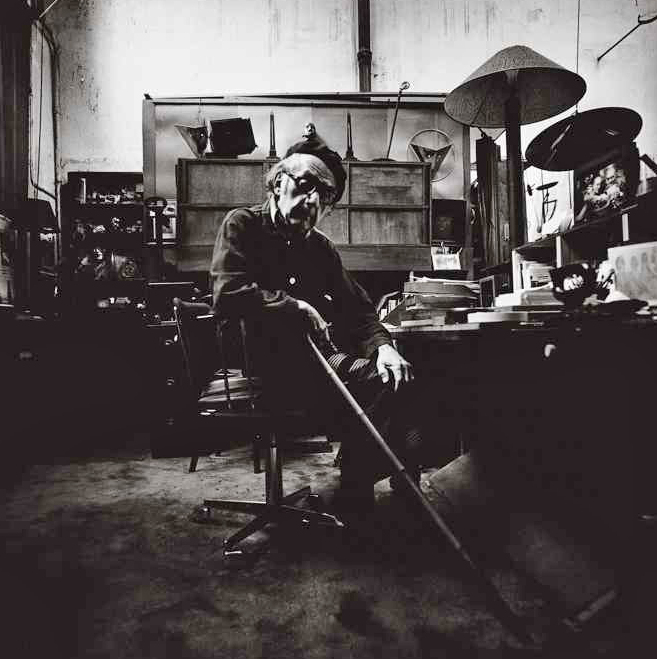
Man Ray
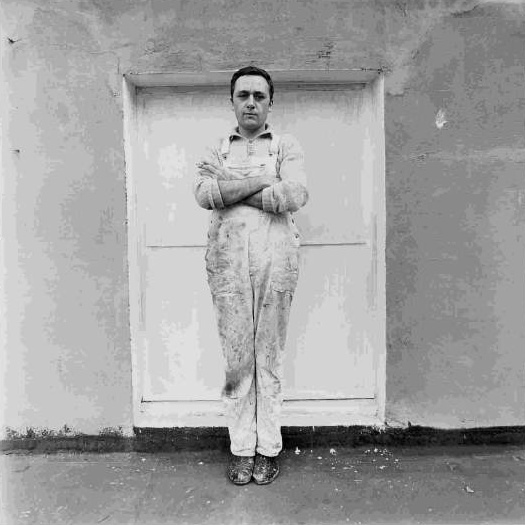
Gerhard Richter
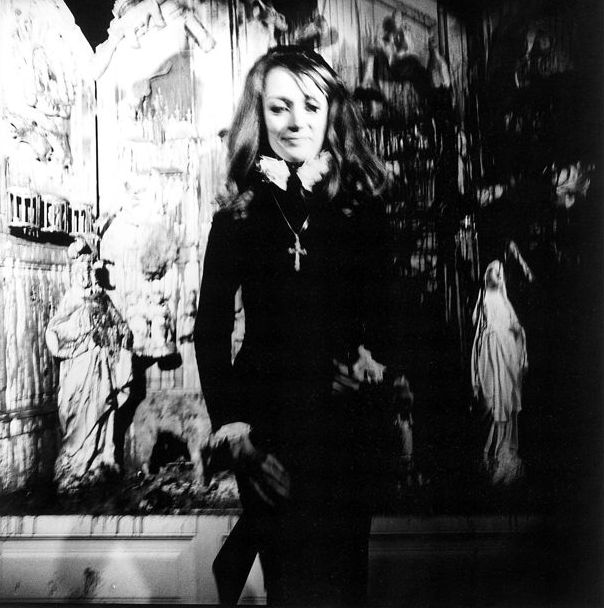
Niki de Saint Phalle
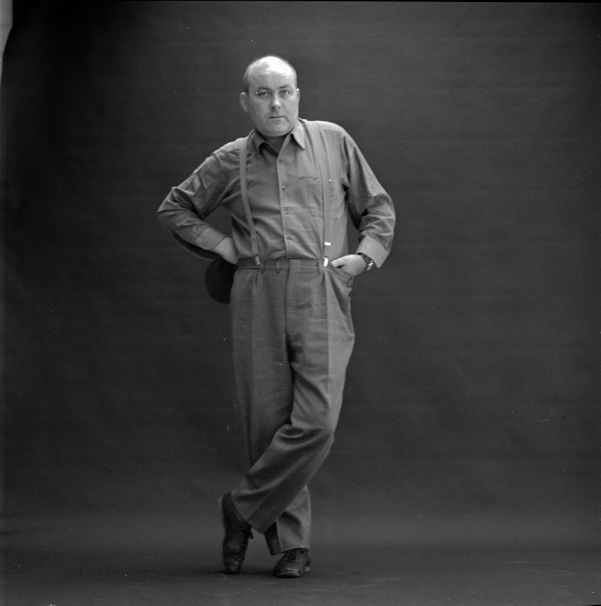
Dieter Roth

Weitere, von Lothar Wolleh porträtierte Künstler sind unter anderem Magdalena Abakanowicz, Max Bill, Pol Bury, Alexander Camaro, Christo, Sonia Delaunay-Terk, Paul Dierkes, François Dufrêne, Robert Filliou, Vic Gentils, Karl Gerstner, Gotthard Graubner, Raymond Hains, Al Hansen, Bernhard Heiliger, Dorothy Iannone, Ferdinand Kriwet, Laszlo Lakner, Adolf Luther, Heinz Mack, Claes Oldenburg, Roman Opalka, César Pelli, Martial Raysse, Hans Richter, Klaus Rinke, Ulrich Rückriem, Reiner Ruthenbeck, Jesús Rafael Soto, Daniel Spoerri, André Thomkins, Mark Tobey, Georges Vantongerloo, Stefan Wewerka, Fritz Wotruba.

## Publikationen
- Das Konzil. II. Vatikanisches Konzil. Chr. Belser Verlag, Stuttgart 1965.
- mit Heinrich Böll, Valentine Katajew: UdSSR. Der Sowjetstaat und seine Menschen. Chr. Belser Verlag, 1970, ISBN 3-7630-1548-5.
- Lothar Wolleh (Photos), Günther Uecker: Nagelbuch. Verlag Galerie Der Spiegel, Köln 1971.
- Art Scene Düsseldorf 1. Chr. Belser Verlag, 1972.
- Lothar Wolleh (Photos), Papst Paul VI.: Apostolorum Limina. Litterae Apostolicae. Arcade Verlag, Brüssel 1975, ISBN 2-8005-0100-6.
- Lothar Wolleh (Photos), Günther Uecker: Ludwig van Beethovens Leonore. Idee einer Oper. Belser Verlag, 1978.
- Lothar Wolleh (Photos), Günther Uecker, Guido de Werd (Text): Bühnenskulpturen für Lohengrin. Städtisches Museum Haus Koekkoek, Kleve 1981.

## Ausstellungen (Auswahl)
- 1962: Otto Steinert und Schüler. Fotografische Ausstellung, Gruppenausstellung in der Göppinger Galerie, Frankfurt am Main
- 1964: Farbige Fotografie. Bilder aus dem Vatikan, Einzelausstellung: Schatzkammer des Essener Münsters. Die Ausstellung wurde vom Essener Bischof Hengsbach (am 21. März 1964) eröffnet
- 1965: Zyklus von Farbfotos zum römischen Konzil, Einzelausstellung in der Galerie Valentin, Stuttgart

posthum
- 1979: Lothar Wolleh (NIEMCY). Portrety Artystów, Einzelausstellung im Muzeum Sztuki w Łodzi, Polen
- 1980: Lothar Wolleh: Künstlerbildnisse. Kunstobjekte, Photographien, Einzelausstellung der Künstlerporträts in der Städtischen Kunsthalle Düsseldorf
- 1986: Lothar Wolleh – Das Foto als Kunststück, Einzelausstellung der Lippischen Gesellschaft für Kunst e. V. im Detmolder Schloss
- 1995: Lothar Wolleh 1930–1979: Künstlerbildnisse – Kunstobjekte, Photographien, Kunstmuseum Ahlen
- 2005–2007: Lothar Wolleh. Eine Wiederentdeckung: Fotografien 1959 bis 1979, Kunsthalle Bremen, Ludwig Museum Koblenz, Kunst-Museum Ahlen, Stadtmuseum Hofheim am Taunus[6]
- 2006: Joseph Beuys in Aktion. Heilkräfte der Kunst, Gruppenausstellung: museum kunst palast, Düsseldorf
- 2008: Fotos schreiben Kunstgeschichte, Gruppenausstellung: museum kunst palast, Düsseldorf
- 2008: Unsterblich! Das Foto des Künstlers, Staatliche Museen zu Berlin, Kunstbibliothek
- 2008: Lothar Wolleh: Künstlerportraits, Galerie f5,6, München
- 2009: Lothar Wolleh: Portraits d’artistes, Goethe-Institut Paris
- 2012: Lothar Wolleh: Joseph Beuys im Moderna Museet, Stockholm, Januar 1971, Hamburger Bahnhof – Museum für Gegenwart, Berlin
- 2012: Das Konzil – Fotografien von Lothar Wolleh, Berlin, Bonifatiushaus Fulda
- 2013: Lothar Wolleh (1930–1979): Das Zweite Vatikanische Konzil im Bild: Fotografien, Franz Hitze Haus, Münster
- 2014: Lothar Wolleh Künstlerportraits der sechziger und siebziger Jahre, Kunstmuseum Kloster Unser Lieben Frauen Magdeburg
- 2015: Lothar Wolleh – Die ZERO–Künstler, pavlov’s dog, Berlin
- 2015: Lothar Wolleh – Vaticanum II, Galerie f5,6, München
- 2017: Lothar Wolleh – Portraits international bekannter Künstler, Galerie Ruth Leuchter, Düsseldorf
- 2018: Lothar Wolleh – Bernd Jansen Künstlerportraits, Hermann Harry Schmitz Institut – Museum, Düsseldorf
- 2019: Lothar Wolleh Raum 1 – Menschen, Farben, Licht, Lothar Wolleh Raum, Berlin
- 2020: Subjekt und Objekt. Foto Rhein Ruhr, Kunsthalle Düsseldorf
- 2020: Lothar Wolleh Raum 2 – Jenseits der Gegen¬ständlichkeit, Lothar Wolleh Raum, Berlin
- 2020: The Sky as a Studio. Yves Klein and his Contemporaries, Centre Pompidou-Metz
- 2020: Lothar Wolleh Raum 3 – Atmosphären der Phantasie, Lothar Wolleh Raum, Berlin
- 2020: Truth/Reality, Coppejans Gallery, Antwerpen
- 2021: Joseph Beuys. Der Raumkurator, mit Arbeiten von Lothar Wolleh, Staatsgalerie, Stuttgart
- 2021: Der Erfinder der Elektrizität. Joseph Beuys und der Christusimpuls. Mit einer Dokumentation von Lothar Wolleh, St. Matthäus-Kirche, Berlin
- 2021: Wer nicht denken will fliegt raus, Coppejans Gallery, Antwerpen
- 2021: Lothar Wolleh: Intuition! Interaction!, Museum für Zeitgenössische Kunst Antwerpen (M HKA)
- 2021: Sankt Peter in Sankt Peter – Die Rombilder von Lothar Wolleh, Kunst-Station Sankt Peter, Köln
- 2021: Joseph Beuys – Lothar Wolleh: das Unterwasserbuch-Projekt, Lothar Wolleh Raum, Berlin
- 2021: Westblick – Ostblick | Künstlerporträts von Lothar Wolleh und Lenke Szilágyi, Collegium Hungaricum, Berlin
- 2021: Kriwet – ein Dichter aus Düsseldorf, Heinrich-Heine-Institut, Düsseldorf
- 2021: NOTHINGTOSEENESS void/white/silence, Akademie der Künste, Berlin
- 2021: Beat the System!, Ludwig Forum Aachen
- 2021: Beuys & Duchamp Artists of the Future, Kaiser Wilhelm Museum, Krefeld
- 2021: Lothar Wolleh: Joseph Beuys – Vom Moderna Museet zum Unterwasserbuch-Projekt, Goethe-Institut, Stockholm
- 2021: Warum denn in die Ferne ... oder In 18 Büchern um die Welt, Esslinger Kunstverein e. V.
- 2021: Joseph Beuys: Antecedent, Coincidences and Influences, Museo de Arte Contemporaneo Helga de Alvear, Cáceres
- 2022: Lothar Wolleh Raum 5 – Im Focus Günther Uecker, Lothar Wolleh Raum, Berlin
- 2022: The Timeless Imagination of Yves Klein: Uncertainty and the Immateriality, Museum of Contemporary Art, Kanazawa, Japan
- 2022: Lothar Wolleh Duo - Künstler:innen-Interventions, Lothar Wolleh Raum, Berlin
- 2022: Lucio Fontana: Recto-Verso, Centra Pompidou Málaga
- 2023: PHOTO/MEDIA ART FAIR contemporary art ruhr (C.A.R.), UNESCO-Welterbe Zollverein, Essen
- 2023: René Magritte. Die letzten Porträts, Lothar Wolleh Raum, Berlin
- 2023: Mysthik des Lichtes, Die Wolfsburg, Mülheim a.d.Ruhr
- 2023: Ein Kleid, monochrom. ZERO und Mode, ZERO Foundation, Düsseldorf
- 2023: Schatten aus Licht. Lothar Wolleh und Alexander Camaro, Alexander & Renata Camaro Stiftung, Berlin
- 2023: Lothar Wolleh sieht Jan Schoonhoven: Die Verführung von Rhythmus und Licht, Museum Prinsenhof Delft, Niederlande
- 2023: Joseph Beuys - Ohne Wasser geht´s nicht, Kulturkirche St. Stephani, Bremen
- 2024: Licht - Bild - Skulptur, Bernhard-Heiliger-Stiftung, Berlin

## Werke in öffentlichen Sammlungen
- Kunsthalle Bremen
- Kunstmuseum Ahlen
- Museum Folkwang, Essen
- Kunstpalast, Düsseldorf
- Tate Gallery of Modern Art, London
- Staatsgalerie Stuttgart, Stuttgart
- Scottish National Gallery, Edinburgh
- Muzeum Sztuki w Łodzi, Łódź